# السلطة العليا للصحافة والسمعيات البصرية (موريتانيا)
لسلطة العليا للصحافة والسمعيات البصرية تم تأسيسها بتاريخ 20 أكتوبر 2006 ، وقد نص القانون رقم 26/2008 في مادته الثانية على، إنشاء سلطة إدارية مستقلة لتنطيم قطاع الصحافة والسمعيات البصرية، لدى رئيس الجمهورية، يكون مقرها بنواكشوط وتتمتع بالشخصية الاعتبارية وبالاستقلالية المالية.

## المهام
حددت المادة 4 .من القانون المذكور اعلاه، صلاحيات السلطة العليا للصحافة والسمعيات البصرية والتي من اهمها:
- · السهر على تطبيق التشريعات والنظم المتعلقة بالصحافة والاتصال السمعي البصري.
- · دراسة طلبات استغلال محطات وشركات البث السمعي البصري، وتقديم رأي بالموافقة على منح أو رفض أو تجديد أوسحب الرخص والأذون لاستغلال هذه المحطات والشركات. · ضمان استقلالية وحرية الاعلام والاتصال وفقا للقانون.
- · السهر على احترام النفاذ العادل للاحزاب السياسية والنقابات ومنظمات المجتمع المدني المعترف بها إلى وسائل الاعلام العمومية حسب الشروط التي يحددها القانون.
- · تحديد قواعد إنتاج وبرمجة وبث البرامج المتعلقة بالحملات الانتخابية.
- · تشجيع وترقية التنافس السليم بين وسائل الاعلام العمومية والخصوصية، المكتوبة والسمعية البصرية.

## التشكيلة
يتكون مجلس السلطة العليا من ستة أعضاء من بينهم امرأة على الاقل يتم تعيينهم على النحو التالي:
- · ثلاثة أعضاء من بينهم الرئيس يعينهم رئيس الجمهورية،
- · عضوان يعينهما رئيس الجمعية الوطنية،
- · عضو يعينه رئيس مجلس الشيوخ[1]